# 日本農林水產業

日本農業產值發展（1961年 - 2015年）

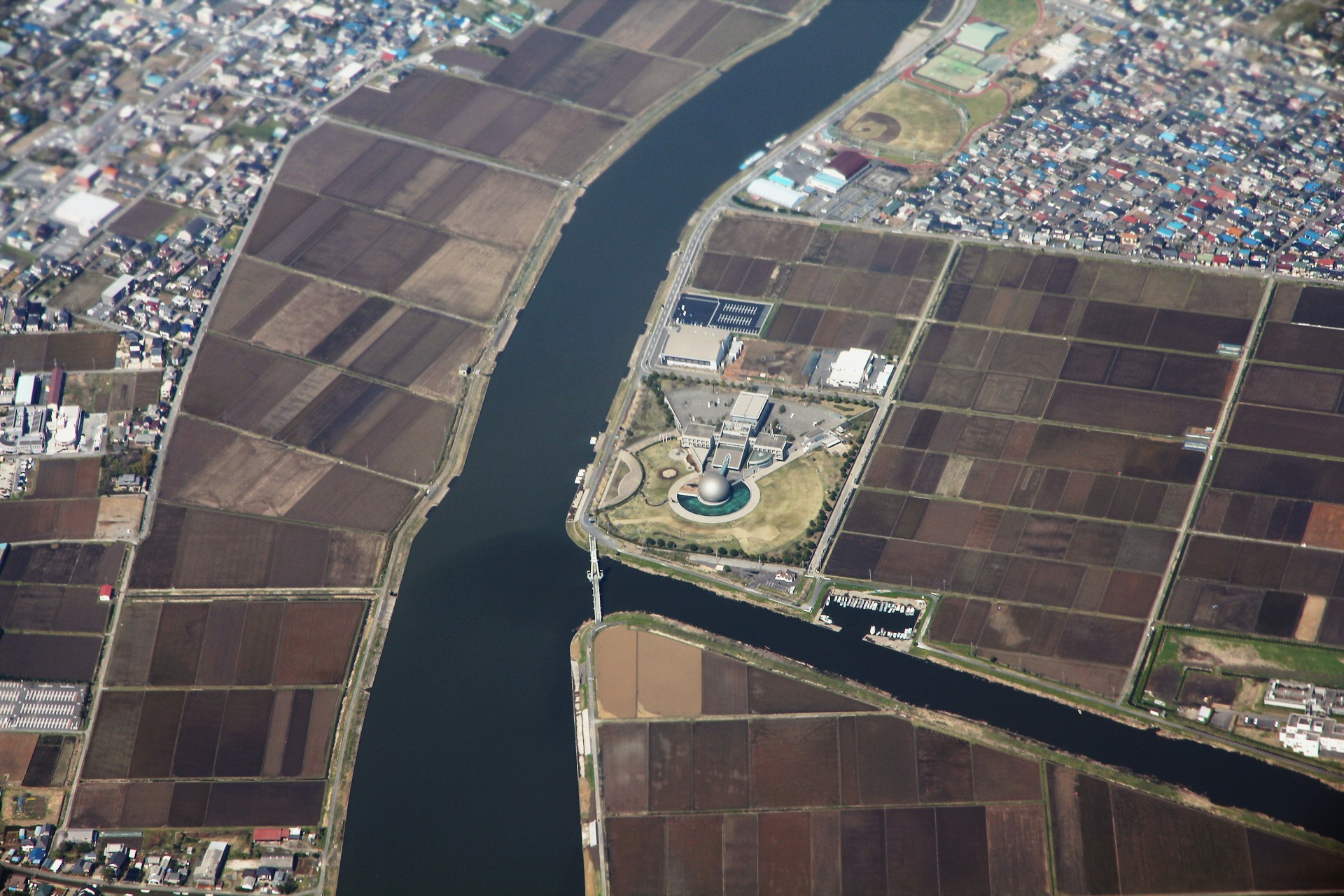
千葉縣的農田

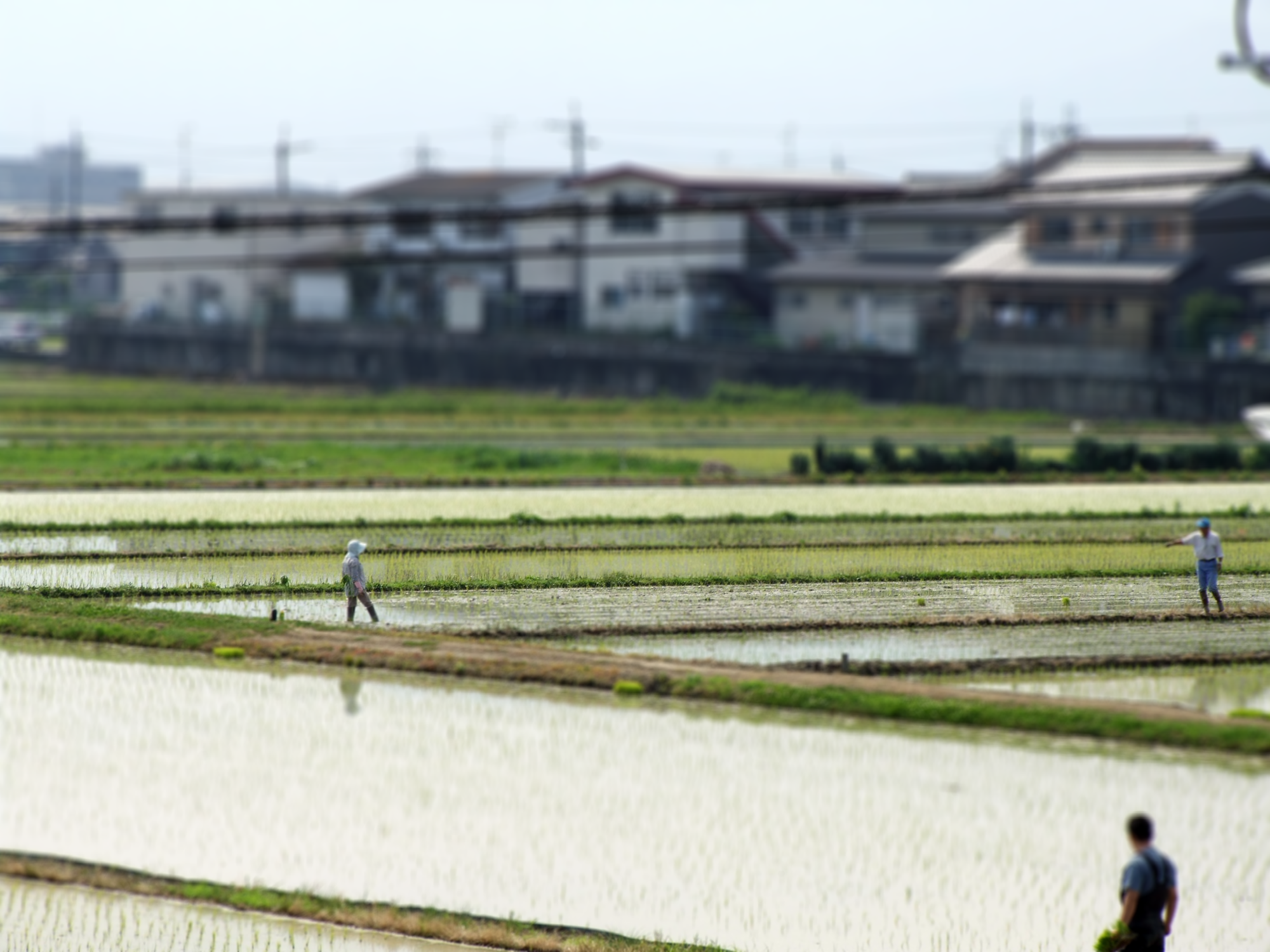
稻田

農林水產業跟礦業合稱日本的第一產業，它們合共只佔國民生產毛額的1.3%。日本的土地面積只有20%適宜耕種，政府對農業有高額補貼。
於1940年代以前，農林水產業曾經是日本經濟最重要的一環。隨着其他產業的興起，農林水產業的重要性逐漸降低。在19世紀後期（明治時期），從事農林水產業的人口佔全國勞動力的80%。

## 農業
至第二次世界大戰以後，農業依然是日本最大的產業，佔整體勞動力的50%。它逐步於1965年跌至23.5%，於1977年跌至11.9%，並於1988年跌至7.2%。農夫的平均年齡為51歲，較整體產業工人的平均年齡大12年。傳統上女性務農的人數比男性為多。據2011年政府資訊顯示，新成立的農業綜合企業中超過四分之三的領導人為女性。
| 北海道   | 12,558 |
| 鹿兒島縣 | 4,890  |
| 茨城縣   | 4,302  |
| 千葉縣   | 3,859  |
| 宮崎縣   | 3,396  |
| 熊本縣   | 3,364  |
| 青森縣   | 3,138  |
| 愛知縣   | 2,949  |
| 栃木縣   | 2,859  |
| 岩手縣   | 2,676  |
| 全國總計 | 88,938 |

| 大米（食用） | 1,379,000 |
| 小麥         | 212,000   |
| 馬鈴薯       | 74,000    |
| 番薯         | 34,000    |
| 蕎麥         | 65,400    |
| 大豆         | 144,000   |
| 蔬菜         | 384,000   |
| 水果         | 209,000   |
| 茶葉         | 41,000    |
| 糖用甜菜     | 57,000    |
| 甘蔗         | 22,000    |
| 飼料作物     | 962,000   |
| 種植總面積   | 4,020,000 |

## 土地短缺
1988年， 日本耕地的總面積為49,000 km2（4,900,000 ha），佔全國土地面積的13.2%。當中佔地最廣的為稻田。非稻田的耕地多為梯田或斜坡，會在秋季種植小麥或大麥，在夏季種植番薯、蔬菜及旱稻。間作的做法非常普遍，譬如會輪流種植豆類或豌豆等作物。

## 氣候變化的影響
溫度持續變暖，降雨減少，熱浪加劇，旱災及其他極端天氣都對食物生產有着負面的影響，而且對農作物產量和品質的影響尤甚。加強灌溉亦會對水資源做成相當壓力。

## 畜牧業
日本對牛肉的需求自1900年代開始增加，農夫因為追求更大利潤，從牛奶生產轉至飼養高級和牛的例子屢見不鮮。話雖如此，畜牧業在日本經濟依然佔比甚輕。在1980年代，牛肉的生產只能滿足本土需求的2%。

## 林業
日本三分之二的土地面積為森林，當中40％為植林，雪松和柏樹都是常見的品種。它們大多在第二次世界大戰後開始種植，主要為日本戰後經濟快速增長提供建築材料。及後，因為進口木材價格相對便宜，以及其他建築材料如鋼筋混凝土的普及，導致大量林木沒有被砍伐。時至今日，部分植林已經生長得過度茂盛，而需要人工修剪。
在2015年，日本林業年生產2.005千萬立方米的木材，市值4.363千億日圓，佔國內生產總值的0.04%。

## 漁業
自1973年能源危機，日本的深海捕魚開始萎縮，1980年代的平均魚獲為2百萬噸。至1980年代後期，離岸的水產養殖佔整體魚獲的50％。

## 伸延閱讀
- Iijima, Midori.  (PDF) (报告). USDA Foreign Agricultural Service. 26 February 2015  [9 November 2016]. （原始内容 (PDF)存档于13 November 2016）.
- . Federal Research Division.  本文含有此來源中屬於公有领域的内容。 - Japan Archive.today的存檔，存档日期2012-05-26
- Comitini, S. (1966). MARINE RESOURCES EXPLOITATION AND MANAGEMENT IN THE ECONOMIC DEVELOPMENT OF JAPAN. Economic Development & Cultural Change, 14(4), 414. Retrieved from Business Source Complete database.
- Fisheries Agency. (2009). Fisheries Policy for FY2009 (Executive Summary). Retrieved from http://www.jfa.maff.go.jp/e/annual_report?2008/pdf/data3.pdf%5B%5D
- Adrianto, L.,Yoshiaki, M., Yoshiaki, S. (1995). Assessing local sustainability of fisheries system: a multi-criteriea participatory approach with the case of Yoron Island, Kagoshima prefecture, Japan.  Marine Policy, 29(1),19-23. Retrieved from Science Direct database.
- Hayami, Yujiro, and Saburo Yamada. The agricultural development of Japan: a century's perspective (University of Tokyo Press, 1991).